# 超星神シリーズ
超星神シリーズ（ちょうせいしんシリーズ）は、『超星神グランセイザー』に始まる、東宝製作の特撮テレビ番組シリーズの呼称。2003年10月から2006年6月までテレビ東京系列のほか、日本全国の大半地域の他系列局で放送されていた。

## 概要
他の主要特撮ヒーロー作品はバンダイがメインスポンサーであるが、本シリーズは、ヒーロー玩具市場に参入したコナミが、初めてメインスポンサーを務めた特撮ヒーロー番組である。
また、本シリーズは『ゴジラvsビオランテ』以降の平成ゴジラシリーズの特技監督をつとめた川北紘一が、東宝を定年退職後、映像制作会社ドリーム・プラネット・ジャパンを設立して初めて本格的に手がけたテレビ作品でもある。川北は本シリーズでは3作の全話の特技監督をつとめている。川北によれば、企画当初より最低3年間は続けるという方針であった。
関連商品展開において、『超星神グランセイザー』『幻星神ジャスティライザー』とほぼ同時期に放映されていた、ウルトラシリーズの『ウルトラマンネクサス』や仮面ライダーシリーズの『仮面ライダー剣』がシリアスなストーリー路線を採用した結果、児童層に受け入れられずに苦戦を強いられたのとは対照的に、本シリーズは日が浅いにもかかわらず好成績を残した。テレビ朝日系列のスーパー戦隊シリーズと仮面ライダーシリーズは、本シリーズへの対抗措置として両番組枠をスーパーヒーロータイムとして設定し、両シリーズの連携を強化している。
登場怪獣のデザインについては、意図的にゴジラシリーズなどの東宝怪獣と酷似させているものが多い。また、東宝の倉庫に保管されていた『妖星ゴラス』、ゴジラシリーズ、『さよならジュピター』などの東宝特撮映画のミニチュアも、他数が流用されている。ヒーロー側については、変身中は変身者の声に拡声器を通したような強いエフェクトが掛けられていた。
各シリーズ共通の点は変身時の「装着」、ロボットに乗る際の「ダイブイン」などがある。
劇中では明確に1作目の『超星神グランセイザー』と後の2作が同一世界であることから、同じ登場人物や怪人、怪獣がゲスト出演することがある（『劇場版 超星艦隊セイザーX 戦え!星の戦士たち』など）。
撮影は基本的にビデオ撮影で行われているが、特撮シーンでは16ミリフィルムや35ミリフィルムも併用されており、編集でビデオ画質とトーンを合わせている。フィルムの使用について特撮の撮影を担当した桜井景一は、ハイスピード撮影が可能であることやトリミングにより部分的に使用することが可能であることなどのメリットを挙げている。

## シリーズ作品
いずれもテレビ東京系列。
1. 『超星神グランセイザー』（2003年10月4日 - 2004年9月25日、全51話）
2. 『幻星神ジャスティライザー』（2004年10月2日 - 2005年9月24日、全51話）
3. 『超星艦隊セイザーX』（2005年10月1日 - 2006年6月24日、全38話）
  - 『劇場版 超星艦隊セイザーX 戦え!星の戦士たち』（2005年12月17日公開）

全シリーズともに放送時期にコミック化されている。